# George Bridgetower
George Augustus Polgreen Bridgetower (né à Biała Podlaska, Pologne, 11 octobre 1778, mort à Peckham, Londres le 20 février 1860) est un violoniste polonais.
George Bridgetower serait le fils d'un habitant d'origine africaine des îles anglaises de l'Amérique, et d'une européenne, polonaise ou anglaise. Il passa la majeure partie de sa vie en Angleterre.

## Une enfance à Eszterhazy?
Les enfants Bridgetower ont-ils réellement résidé au château d'Eszterhazy avec leur père Friedrich Augustus ? La chose n'est pas certaine bien que George Bridgetower ait montré quelques familiarités avec ses hôtes lors d'un séjour à Eszterhazy, quelques années plus tard. Résidant à Eszterhazy, il y a de fortes probabilités que le jeune George ait reçu des leçons de Joseph Haydn.

## Virtuose du violon
Virtuose précoce, George Bridgetower se produit à onze ans à la salle du Panthéon, Paris, le 13 avril 1789 au Concert Spirituel, lors d'une tournée européenne. Selon le carnet de rendez-vous de Thomas Jefferson, ce concert donné au bénéfice de Bridgetower fut le dernier à Paris avant la Révolution.
George Bridgetower a également joué à Londres, au Drury Lane Theater, en seconde partie du Messie de Haendel en 1790. Il a été membre, toujours en 1790 d'un quartet pour cordes dont était également membre Franz Clement.  La somme des âges des membres de ce quartet était inférieure à 40 ans. Le programme comprenait deux concertos, l'un de Giornovichi et l'autre de Giovanni Battista Viotti.

### Philharmonic Society Orchestra
George Bridgetower dirigea le prestigieux orchestre de la Royal Philharmonic Society. Il jouit de son vivant d'une grande popularité et reçut diverses distinctions honorifiques.

### Dédicataire d'une sonate de Beethoven
En 1803, son ami Beethoven entendait dédier à George Bridgetower, sa Sonate pour violon n° 9 qui, à la suite d'une querelle, alla finalement à Rodolphe Kreutzer. Kreutzer refusa de jouer cette partition, et c'est Bridgetower qui assura la création de l'œuvre, accompagné de Beethoven au piano, le 24 mai 1803,.

## Œuvres
- Menuets, Violon & mandoline
- Henry, ballade
- Diatonica Armonica

## Représentations dans les arts
L'écrivaine afro-américaine, Rita Dove, publie Sonata Mulaticca, un recueil de poésie qui célèbre la vie du métis virtuose du violon George Bridgetower,
L'écrivain congolais Emmanuel Dongala consacre un roman à George Bridgetower, La Sonate à Bridgetower, qui paraît chez Actes Sud en 2016.